# Бражкино
Бражкино — деревня в Рыбновском районе Рязанской области. Входит в Чурилковское сельское поселение.

## География
Находится в западной части Рязанской области на расстоянии приблизительно 11 км на северо-запад по прямой от железнодорожного вокзала в городе Рыбное.

## История
На карте 1850 года показана как поселение с 23 дворами. В 1859 году здесь (тогда деревня Зарайского уезда Рязанской губернии) было учтено 40 дворов, в 1897 — 62.

## Население
| 2010 |
| ---- |
| 150  |

Численность населения: 250 человек (1859 год), 417 (1897), 193 в 2002 году (русские 84 %), 150 в 2010.

## Известные уроженцы, жители
В Бражкино родился Пархаев, Иван Дмитриевич, полный кавалер ордена Славы.

## Инфраструктура
Личное подсобное хозяйство с зоной сельскохозяйственного использования, индивидуальная застройка усадебного типа.
Основа экономики — сельское хозяйство.

## Транспорт
Деревня доступна автотранспортом. Остановка общественного транспорта «Бражкино».